# Hotel Cornavin
Hotel Cornavin är ett hotell som ligger i Genève i Schweiz. När professor Kalkyl, professor i Tintin-serierna, är i Genève bor han på Hotell Cornavin. I albumet Det hemliga vapnet bor han i rum 122 på fjärde våningen.  